# Luigi di Brandeburgo
Luigi di Hohenzollern (Kleve, 8 luglio 1666 – Potsdam, 7 aprile 1687) fu un principe del Brandeburgo.

## Biografia

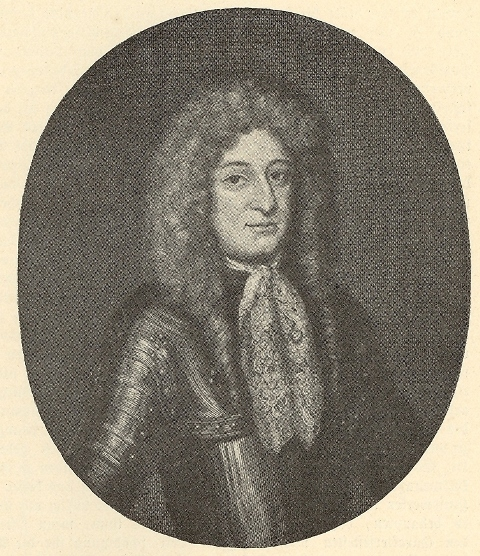
Luigi di Brandeburgo.

Era figlio di Federico Guglielmo I di Brandeburgo, Principe elettore del Brandeburgo e duca di Prussia, e della prima moglie Luisa Enrichetta d'Orange.
Sposò a Königsberg il 7 gennaio 1681 la principessa Ludwika Karolina Radziwiłł da cui non ebbe figli. Ludovica era l'unica figlia ed erede del principe Bogusław Radziwiłł.
Luigi morì a 20 anni di vaiolo. I domini che Ludovica Carolina portò in dote al marito furono acquisiti dalla famiglia Hohenzollern.

## Ascendenza
|                                            |                      |                                       | Genitori                            |  |  | Nonni |  |  | Bisnonni                           |  |  | Trisnonni                              |  |
|                                            |                      |                                       |                                     |  |  |       |  |  | Giovanni Sigismondo di Brandeburgo |  |  | Gioacchino III Federico di Brandeburgo |  |
|                                            |                      |                                       |                                     |  |  |       |  |  | Giovanni Sigismondo di Brandeburgo |  |  | Gioacchino III Federico di Brandeburgo |  |
|                                            |                      | Caterina di Brandeburgo-Küstrin       |                                     |  |  |       |  |  | Giovanni Sigismondo di Brandeburgo |  |  |                                        |  |
| Giorgio Guglielmo di Brandeburgo           |                      |                                       |                                     |  |  |       |  |  | Giovanni Sigismondo di Brandeburgo |  |  |                                        |  |
|                                            |                      | Anna di Prussia                       | Alberto Federico di Prussia         |  |  |       |  |  |                                    |  |  |                                        |  |
|                                            |                      | Anna di Prussia                       | Alberto Federico di Prussia         |  |  |       |  |  |                                    |  |  |                                        |  |
|                                            |                      | Anna di Prussia                       | Maria Eleonora di Jülich-Kleve-Berg |  |  |       |  |  |                                    |  |  |                                        |  |
| Federico Guglielmo I di Brandeburgo        |                      | Anna di Prussia                       |                                     |  |  |       |  |  |                                    |  |  |                                        |  |
|                                            |                      | Federico IV Elettore Palatino         | Ludovico VI del Palatinato          |  |  |       |  |  |                                    |  |  |                                        |  |
|                                            |                      | Federico IV Elettore Palatino         | Ludovico VI del Palatinato          |  |  |       |  |  |                                    |  |  |                                        |  |
|                                            |                      | Federico IV Elettore Palatino         | Elisabetta d'Assia                  |  |  |       |  |  |                                    |  |  |                                        |  |
| Elisabetta Carlotta di Wittelsbach-Simmern |                      | Federico IV Elettore Palatino         |                                     |  |  |       |  |  |                                    |  |  |                                        |  |
|                                            |                      | Luisa Giuliana di Nassau              | Guglielmo I d'Orange                |  |  |       |  |  |                                    |  |  |                                        |  |
|                                            |                      | Luisa Giuliana di Nassau              | Guglielmo I d'Orange                |  |  |       |  |  |                                    |  |  |                                        |  |
|                                            |                      | Luisa Giuliana di Nassau              | Carlotta di Borbone-Montpensier     |  |  |       |  |  |                                    |  |  |                                        |  |
| Luigi di Brandeburgo                       |                      | Luisa Giuliana di Nassau              |                                     |  |  |       |  |  |                                    |  |  |                                        |  |
|                                            | Guglielmo I d'Orange | Guglielmo I di Nassau-Dillenburg      |                                     |  |  |       |  |  |                                    |  |  |                                        |  |
|                                            | Guglielmo I d'Orange | Guglielmo I di Nassau-Dillenburg      |                                     |  |  |       |  |  |                                    |  |  |                                        |  |
|                                            | Guglielmo I d'Orange | Giuliana di Stolberg-Werningerode     |                                     |  |  |       |  |  |                                    |  |  |                                        |  |
| Federico Enrico d'Orange                   | Guglielmo I d'Orange |                                       |                                     |  |  |       |  |  |                                    |  |  |                                        |  |
|                                            |                      | Louise de Coligny                     | Gaspard II de Coligny               |  |  |       |  |  |                                    |  |  |                                        |  |
|                                            |                      | Louise de Coligny                     | Gaspard II de Coligny               |  |  |       |  |  |                                    |  |  |                                        |  |
|                                            |                      | Louise de Coligny                     | Charlotte de Laval                  |  |  |       |  |  |                                    |  |  |                                        |  |
| Luisa Enrichetta d'Orange                  |                      | Louise de Coligny                     |                                     |  |  |       |  |  |                                    |  |  |                                        |  |
|                                            |                      | Giovanni Alberto I di Solms-Braunfels | Corrado di Solms-Braunfels          |  |  |       |  |  |                                    |  |  |                                        |  |
|                                            |                      | Giovanni Alberto I di Solms-Braunfels | Corrado di Solms-Braunfels          |  |  |       |  |  |                                    |  |  |                                        |  |
|                                            |                      | Giovanni Alberto I di Solms-Braunfels | Elisabetta di Nassau-Dillenburg     |  |  |       |  |  |                                    |  |  |                                        |  |
| Amalia di Solms-Braunfels                  |                      | Giovanni Alberto I di Solms-Braunfels |                                     |  |  |       |  |  |                                    |  |  |                                        |  |
|                                            |                      | Agnese di Sayn-Wittgenstein           | Ludovico I di Sayn-Wittgenstein     |  |  |       |  |  |                                    |  |  |                                        |  |
|                                            |                      | Agnese di Sayn-Wittgenstein           | Ludovico I di Sayn-Wittgenstein     |  |  |       |  |  |                                    |  |  |                                        |  |
|                                            |                      | Agnese di Sayn-Wittgenstein           | Anna di Solms-Braunfels             |  |  |       |  |  |                                    |  |  |                                        |  |
|                                            |                      | Agnese di Sayn-Wittgenstein           |                                     |  |  |       |  |  |                                    |  |  |                                        |  |